# Arnakkegård
Arnakkegård er en herregård på omkring 300 hektar land, der ligger ved Svinninge.
Gården kendes fra begyndelsen af 1800-tallet, hvor Madame Inger Margrethe, enke efter forvalter Sørensen på Adelersborg sælger gården til Friedrich Christian Schrøder ved en købekontrakt af 9 august 1803.  Bortset fra at Schrøder var Examinatus Juris og kom fra Falster kendes ikke meget til ham.
Schrøder sælger til Ludvig Grandjean ved en købekontrakt af 24. oktober 1809  Grandjean er født på Fuglebjerggård i 1788 og ejer gården Frieheden i Frederiksborg amt. da han køber Arnakke
Allerede den 10.januar 1811 laver Grandjean en købekontrakt på Arnakkegård til Cecilius Andreas Ulrik Rosenørn, Benzonslund  der også ejede Egemarke, som var en del af Benzonslund. Cecilius er født i København den 29. marts 1782.
Cecilius udstykker Petersborggård, beliggende i Hjembæk sogn, der var en del af Arnakke, og sælger 6 lodder fra gården på en auktion den 30. april 1811 og sælger Arnakkegård til Fru Jenny Moltke født Rosenørn dagen efter han selv får skøde på den 21. juni 1811
Både Rosenørn og Moltke havde forpagtere på gården. Den 17. april 1812 sælger Moltke til Harald Rothe, der ejer Aggersvold.  Jenny Moltke købte for 46.000 Rdl. og solgte for 56.000 Rdl. Det kunne ligne spekulation eller også er det udtryk for den økonomiske situationen lige før Statsbankerotten i 1814.
Harald Rothe sælger igen ved købekontrakt af 10. december 1812, men i mellemtiden er gården vokset til mere end dobbelt størrelse. Rothe køber nemlig Harregård i Svinninge og tillagde noget af sit eget gods i Særslev i form af fire gårde. Han sælger det hele for 135.000 Rdl  Den nye ejer er etatsråd Joachim Didrich Brandis , der var en tysk læge, som blev udnævnt til livlæge for dronningen og ridder af Dannebrog.
Den 11. juli 1816 sælger Brandis til grosserer Johannes Schartau der også ejer Egemarke. Schartau dør i 1823 og hans dødsbo sættes på auktion,  men ingen byder åbenbart, så kronen overtager Arnakkegård ved auktionsskøde 28. november 1823, fordi kongens kasse har haft en prioritet, muligvis fordi en del af gården, nemlig matr. 26c, tilhører det kongelige Kommunitet . Der er så en forpagter på Arnakkegård efter 1823 og i 1826 skal forpagter Stub åbenbart overtage godset og han betaler også udbetalingen på 3.000 Rdl. men så sælger han åbenbart sin ret til gården og proprietær Carl Madsen kommer ind i billedet og overtager Arnakkegård ved skøde fra kongen den 27. maj 1828
Familien Madsen ejer godset i generationer. Da Carl Madsen dør i 1875 overtager hans søn Christian Julius Madsen godset ved en skifteretsattest 10. marts 1875 og da han dør, får hans søn Charles Georg Madsen ved et arveudlægsskøde af 12. juni 1898 Arnakkegård 
Den 15. juli 1915 sælger Charles Madsen til forpagter Henrik Langkilde Lauesen Godsejer Lauesen sælger allerede 14. juli 1917 til direktør Heinrich Hansen  der i 1918 videresælger til direktør William Hansen 
Hansen sælger til grosserer Chr. Romlund 8. april 1920 
Gården var senere ejet af familien Schwensen, hvor det var Justus Schwensen, der startede med at være forpagter af gården og senere ejer i 1927.
I 1973 overtog Ole Schwensen gården sammen med sin kone Merete Wivet Schwensen, hvor de drev landbruget indtil Ole Schwensen's død i 2007.
I 2008 blev Arnakke gods opkøbt af familien Jørgensen, der siden har drevet økologisk landbrug på gården.